# 左藤真通
左藤 真通（さとう まさみち、1980年 - ）は、日本の漫画家。神奈川県出身。2020年より『コミックDAYS』（講談社）にて『この世界は不完全すぎる』を連載し、2021年より『黒蜜』（白泉社）にて『しょせん他人事ですから 〜とある弁護士の本音の仕事〜』を原作担当として連載している。
妻は漫画家の市丸いろは。

## 来歴
セガサターンを紹介する漫画「第六惑星から」をインターネット上にて趣味でアップしていた。それが『モーニング』（講談社）の編集者の目に留まり、連載のきっかけとなる。「無刻さん」が第68回ちばてつや賞一般部門で佳作を受賞。2016年、『モーニング』と『Dモーニング』（同）35号よりロボットエンジニアを描いた『アイアンバディ』の連載を開始し、同作が初連載となる。2017年4月4日に『週刊 鉄腕アトムを作ろう！』が創刊され、それと連動した企画として、同誌同年19号よりコミュニケーション・ロボットのATOMの開発を描いた『アイアンバディ特別編 ATOMの開発現場に潜入せよ! 』を短期集中連載として連載開始。
2018年、『月刊コミックバンチ』（新潮社）7月号より女性初のプロ棋士を主人公とした『将棋指す獣』の連載を開始。同作では原作を務める。2019年、Twitterで「転生したら94年のセガ社員だった話」を発表。同作は3万5000以上のいいねを集め、話題となった。
2020年3月、『将棋指す獣』が完結。同年5月、『コミックDAYS』（講談社）にて異世界ファンタジーの『この世界は不完全すぎる』の連載を開始。同作は2024年にテレビアニメ化されると発表されている。2021年、『黒蜜』（白泉社）にて『しょせん他人事ですから 〜とある弁護士の本音の仕事〜』を連載開始し、同作では原作を務める。

## 人物
自身がそうだと自覚しており、脇役を好む。「昔のゲームだと、特に意思なく動いてるゲームのモブキャラとかも大好き」な左藤は、「目立たない人が、地味なことをしてるところに意識がいくので、デバッガーに対しては愛のある描写ができていると思う」と話している。

## 作品リスト

### 連載
- アイアンバディ（『モーニング』2016年35号[8] - 2017年18号[16]） - 初連載作品[7]。
- アイアンバディ特別編 ATOMの開発現場に潜入せよ！（『モーニング』2017年19号[9] - 2017年27号[17]） - 短期集中連載[9]。
- 将棋指す獣（漫画：市丸いろは、監修：瀬川晶司、『月刊コミックバンチ』2018年7月号[10] - 2020年5月号[12]） - 原作担当[10]。
- この世界は不完全すぎる（『コミックDAYS』[3]2020年5月30日[18] - ）
- しょせん他人事ですから 〜とある弁護士の本音の仕事〜（作画：富士屋カツヒト、監修：清水陽平、『黒蜜』vol.4[4] - ） - 原作担当。

### 読み切り
- 極道の猫たち（漫画：市丸いろは、『メゾン・ド・ねこ』、2017年[19]） - 原作担当[20]、アンソロジー寄稿作品[19]。
- キャットランド（漫画：市丸いろは、『モーニング・ツー』2018年1号[21]） - 原作担当[22]、『メゾン・ド・ねこ』に収録[19]、アンソロジー寄稿作品[19]。

### 書籍
- 『アイアンバディ』、講談社〈モーニングKC〉2016年 - 2017年、全4巻
- 『アイアンバディ特別編 ATOMの開発現場に潜入せよ！』、講談社〈モーニングKC〉2017年、全1巻
- 『将棋指す獣』、漫画：市丸いろは、監修：瀬川晶司、新潮社〈BUNCH COMICS〉2018年 - 2020年、全4巻
- 『この世界は不完全すぎる』、講談社〈モーニングKC〉2020年 - 、既刊15巻（2025年4月9日現在）
- 『しょせん他人事ですから 〜とある弁護士の本音の仕事〜』、作画：富士屋カツヒト、監修：清水陽平、白泉社〈ヤングアニマルコミックス〉2022年 - 、既刊9巻（2025年7月29日現在）、電子書籍で配信後、紙で刊行[23]。

## 活動
- 講談社 presents 吉田尚記のコミパラ！（2017年3月2日[6]） - 番組公開収録イベント参加[6]
- 将棋マンガナイト（2018年11月28日[24]、東京都新宿ロフトプラスワン開催[24]） - トークイベント参加[24]。